# Navalia
Navalia var en militärhamn och ett skeppsvarv vid Tibern på södra Marsfältet i antikens Rom. Hamnen anlades förmodligen på 300-talet f.Kr. och var belägen väster om dagens Palazzo Farnese.
År 167 f.Kr. förtöjdes de erövrade makedoniska skeppen vid Navalia. I mitten av 100-talet eldhärjades Navalia och återuppbyggdes av den grekiske arkitekten Hermodorus av Salamis. Det är inte känt när Navalia revs, men Prokopios (500-talet e.Kr.) nämner hamnen.